# Peruviogomphus
Peruviogomphus – rodzaj ważek z rodziny gadziogłówkowatych (Gomphidae). Obejmuje gatunki występujące w Ameryce Południowej.

## Podział systematyczny
Do rodzaju należą następujące gatunki:
- Peruviogomphus bellei Machado, 2005
- Peruviogomphus moyobambus Klots, 1944
- Peruviogomphus pearsoni Belle, 1979